# موسیقی رقص هوشمند
موسیقی رقص هوشمند (به انگلیسی: Intelligent dance music (IDM)) که معمولاً به آن آی‌دی‌ام یا اینتلیجنت دنس هم می‌گویند اصطلاحی است که سبکی از موسیقی الکترونیک را که در اوایل دههٔ ۱۹۹۰ ظهور کرد توصیف می‌کند. این سبک در اصل متأثّر از تحوّلات موسیقی رقص الکترونیک (ئی‌دی‌ام) از قبیل دیترویت تکنو و انواع گوناگون بریک‌بیت که در همان زمان در بریتانیا در حال ظهور بودند، است. از نظر سبک موسیقی، آی‌دی‌ام بیش از این که به پیوستن به مشخّصات موسیقایی سبک‌های خاصّ ئی‌دی‌ام تمایل داشته باشد، بر تجربه‌های فردی تکیّه دارد. مجموعهٔ سبک‌های پست-تکنویی که در اوایل دههٔ ۱۹۹۰ ظهور کردند، با عناوین مختلفی همچون آرت تکنو، امبینت تکنو، اینتلیجنت تکنو، و الکترونیکا توصیف می‌شوند. امروزه در ایالات متّحدهٔ آمریکا، از واژهٔ اخیر به عنوان اصطلاحی برای اشاره به ئی‌دی‌ام و مشتقّات بسیارش استفاده می‌شود.
گفته می‌شود که اصطلاح آی‌دی‌ام در سال ۱۹۹۳ و در ایالات متّحده، و به دنبال شکل‌گیری آی‌دی‌ام لیست، یک فهرست رایانامه که در اصل به‌طور خاص برای بحث دربارهٔ موسیقی به وسیلهٔ (امّا نه محدود به) شماری از هنرمندان برجستهٔ انگلیسی، به ویژه آن‌هایی که در یک آلبوم گردآوری‌شدهٔ وارپ رکوردز در سال ۱۹۹۲ موسوم به هوش مصنوعی ظاهر شده‌بودند، پدید آمده بود، پدید آمده‌است.
استفاده از اصطلاح "موسیقی رقص هوشمند" به وسیلهٔ موسیقی‌دانان الکترونیکی همچون افکس توئین مورد انتقاد قرار گرفته، و هنرمندانی همچون مایک پارادیناس به منظور عجیب و غریب شدن در ایالات متّحده آن را مورد استفاده قرار داده‌اند.